# Gottlieb Adler
Gottlieb Adler (* 7. März 1860 in Steken; † 14. Dezember 1893 in Wien) war ein österreichischer Physiker.

## Leben und Wirken
Gottlieb Adler war ein Sohn von Josef Adler und Franziska Pichler. Von 1877 bis 1881 studierte er an der Universität Wien und hörte bei Josef Stefan und Viktor von Lang. 1881/82 lernte er in Berlin und reichte im Folgejahr in Wien die ausgezeichnete Dissertation „Zur Theorie der Wärmeleitung“ ein. Er beschäftigte sich dabei mit der theoretischen Physik, die seinerzeit zu wenig Beachtung fand und mit der er sich danach besonders beschäftigte.
Von 1882 bis 1883 unterrichtete Adler an einem Gymnasium. Während dieser Zeit unternahm er private Studien zur Mechanik und Elektrizitätslehre. Dabei beschäftigte er sich speziell mit der mechanischen Interpretation der elektrischen Erscheinungen. Er schrieb hierzu die zwei Beiträge „Über die Energie und den Zwangszustand im elektrostatischen Felde“ und konnte sich mit diesen 1885 in Wien habilitieren.
Nachdem Josef Stefan verstorben war, erhielt Adler 1893, und damit im Jahr seines Todes, die an der Wiener Universität erstmals vergebene Stelle eines Extraordinarius für mathematische Physik. In seinen theoretisch-physikalischen Schriften beschäftigte er sich insbesondere mit Fragestellungen zur Elektrostatik und dem Magnetismus.